# Sept-Vents
Sept-Vents era una comuna francesa situada en el departamento de Calvados, de la región de Normandía, que el 1 de enero de 2017 pasó a ser una comuna delegada de la comuna nueva de Val-de-Drôme al fusionarse con las comunas de Dampierre, La Lande-sur-Drôme y Saint-Jean-des-Essartiers.

## Demografía
| Gráfica de evolución demográfica de Sept-Vents entre 1800 y 2014 |
|                                                                  |

Los datos demográficos contemplados en este gráfico de la comuna de Sept-Vents se han cogido de 1800 a 1999 de la página francesa EHESS/Cassini, y los demás datos de la página del INSEE.